# Дулчанка (Телеорман)
Дулчанка (рум. Dulceanca) насеље је у Румунији у округу Телеорман у општини Ведеа. Oпштина се налази на надморској висини од 82 m.

## Становништво
Према подацима из 2002. године у насељу је живело 633 становника, од којих су сви румунске националности.